# Trichoplusia abrota
Trichoplusia abrota är en fjärilsart som beskrevs av Druce 1889. Trichoplusia abrota ingår i släktet Trichoplusia och familjen nattflyn. Inga underarter finns listade i Catalogue of Life.